# فردریش شرفکه
فردریش شرفکه (آلمانی: Friedrich Scherfke; ۷ سپتامبر ۱۹۰۹ – ۱۵ سپتامبر ۱۹۸۳) بازیکن فوتبال آلمانی‌تبار اهل لهستان بود.
از باشگاه‌هایی که در آن بازی کرده‌است می‌توان به باشگاه فوتبال وارتا پوزنان اشاره کرد.
وی همچنین در تیم ملی فوتبال لهستان بازی کرده‌است.